# Campeonato Europeu de Patinação Artística no Gelo de 1930
O Campeonato Europeu de Patinação Artística no Gelo de 1930 foi a vigésima nona edição do Campeonato Europeu de Patinação Artística no Gelo, um evento anual de patinação artística no gelo organizado pela União Internacional de Patinação (em inglês:  International Skating Union) onde os patinadores artísticos competem pelo título de campeão europeu. Nesta edição a competição individual masculina foi disputada na cidade de Berlim, Alemanha; e as competições individual feminina e de duplas foram disputadas na cidade de Viena, Áustria.

## Eventos
- Individual masculino
- Individual feminino
- Duplas

## Medalhistas
| Evento                        | Ouro                                     | Prata                                    | Bronze                                           |
| Individual masculino detalhes | Karl Schäfer · Áustria                   | Otto Gold · Checoslováquia               | Marcus Nikkanen · Finlândia                      |
| Individual feminino detalhes  | Fritzi Burger · Áustria                  | Ilse Hornung · Áustria                   | Vivi-Anne Hultén · Suécia                        |
| Duplas detalhes               | Olga Orgonista · Sándor Szalay · Hungria | Emília Rotter · László Szollás · Hungria | Gisela Hochhaltinger · Otto Preißecker · Áustria |

## Resultados

### Individual masculino
| Pos.              | Nome              | Nacionalidade   |
| ----------------- | ----------------- | --------------- |
| Medalha de ouro   | Karl Schäfer      | Áustria         |
| Medalha de prata  | Otto Gold         | Tchecoslováquia |
| Medalha de bronze | Marcus Nikkanen   | Finlândia       |
| 4                 | Herbert Haertel   | Alemanha        |
| 5                 | Ernst Baier       | Alemanha        |
| 6                 | Josef Bernhauser  | Áustria         |
| 7                 | Rudolf Praznowski | Tchecoslováquia |
| 8                 | Benno Wellmann    | Alemanha        |
| 9                 | Otto Zappe        | Tchecoslováquia |

### Individual feminino
| Pos.              | Nome                   | Nacionalidade |
| ----------------- | ---------------------- | ------------- |
| Medalha de ouro   | Fritzi Burger          | Áustria       |
| Medalha de prata  | Ilse Hornung           | Áustria       |
| Medalha de bronze | Vivi-Anne Hultén       | Suécia        |
| 4                 | Lilly Weiler           | Áustria       |
| 5                 | Gerda Hornung          | Áustria       |
| 6                 | Edel Randem            | Noruega       |
| 7                 | Yvonne de Ligne-Geurts | Bélgica       |
| 8                 | Kathleen Shaw          | Reino Unido   |
| 9                 | Lilly Kuhn             | Suíça         |

### Duplas
| Pos.              | Nome                                   | Nacionalidade   |
| ----------------- | -------------------------------------- | --------------- |
| Medalha de ouro   | Olga Orgonista / Sándor Szalay         | Hungria         |
| Medalha de prata  | Emília Rotter / László Szollás         | Hungria         |
| Medalha de bronze | Gisela Hochhaltinger / Otto Preißecker | Áustria         |
| 4                 | Olga Philipovits / Rudolf Dillinger    | Hungria         |
| 5                 | Idi Papez / Karl Zwack                 | Áustria         |
| 6                 | Ridi Jauernik / Pepo Jauernik          | Áustria         |
| 7                 | Else Hoppe / Oscar Hoppe               | Tchecoslováquia |

## Quadro de medalhas
| Ordem | País            | Medalha de ouro | Medalha de prata | Medalha de bronze |   | Ordem por total |
| ----- | --------------- | --------------- | ---------------- | ----------------- | - | --------------- |
| 1     | Áustria         | 2               | 1                | 1                 | 4 | 1               |
| 2     | Hungria         | 1               | 1                |                   | 2 | 2               |
| 3     | Tchecoslováquia |                 | 1                |                   | 1 | 3               |
| 4     | Finlândia       |                 |                  | 1                 | 1 | 3               |
| 4     | Suécia          |                 |                  | 1                 | 1 | 3               |
| TOTAL | TOTAL           | 3               | 3                | 3                 | 9 | —               |